# Petrel
Petrel (do inglês petrel ou do francês pétrel) é a designação comum a várias espécies de aves procelariformes da família Procellariidae, também conhecidas como pardelas ou pardelões, e da família Pelecanoididae (estes últimos mais bem chamados "petréis-mergulhadores"). Todos os petréis são aves marinhas, que frequentam os oceanos, se alimentam de peixes ou de refugos dos navios e nidificam em ilhas isoladas.

## Algumas espécies
- Família Procelariidae (petrel s.s.)
  - Petrel-gigante ou pardelão-gigante, Macronectes giganteus
  - Petrel-gigante-do-norte, Macronectes halli
  - Petrel-azul, Halobaena caerulea
  - Petrel-de-kermadec, Pterodroma neglecta
  - Petrel-de-beck, Pterodroma becki
- Família Pelecanoididae (petrel-mergulhador)
  - Petrel-mergulhador-de-magalhães, Pelecanoides magellani